# Civitacampomarano
Civitacampomarano község (comune) Olaszország Molise régiójában, Campobasso megyében.

## Fekvése
A megye központi részén fekszik. Határai: Castelbottaccio, Castelmauro, Guardialfiera, Lucito, Lupara és Trivento.

## Története
A 10. században alapították. A következő századokban nemesi birtok volt. A 19. században nyerte el önállóságát, amikor a Nápolyi Királyságban felszámolták a feudalizmust.

## Népessége
A népesség számának alakulása:

## Főbb látnivalói
- Castello
- San Giorgio-templom